# 勇者 (虛構職業)
勇者（日语：／）是在日本漫畫、動畫、電子遊戲和輕小說等各類ACG作品中，常出現的一種虛構職業。勇者通常是此類作品的主角或主要角色，被作品中的其他角色視為英雄、傳奇人物，被認為是奇幻職業的頂點。然而隨著作品設定的不同，勇者的定位亦有各類差異。

## 概要
「勇者」一詞是「具有勇氣的人」的意思，不過在日本ACG作品中的勇者並非任何人都能成為的職業，而是只有天命所歸的人才有資格擔任。勇者是冒險團隊的領袖，有領導魅力及各類技能，具備戰士的體能及劍術，也能學會魔法、勇者能學會的魔法數量及威力不如魔法師，但部分魔法是只有勇者才能學會的。勇者一般穿戴著傳說中的武器、鎧甲及盾牌，帶領著各種同伴在世界各地旅行，與各種怪物戰鬥。由於勇者的能力卓越，時常與各方勢力接觸。勇者會與其他種族、各國王公貴族或宗教團體交涉，接受一般平民、國家、甚至神靈的委託。惡魔和魔王有時會試圖誘惑勇者成為同伴。但勇者的目的通常是與魔王戰鬥並試圖拯救人類及世界。
勇者的類型五花八門，隨著登場作品的不同而有所差異。日本知名的角色扮演遊戲《勇者鬥惡龍》系列中登場了許多勇者。勇者可能擁有眾神、以前的勇者或王族的血統，一出生就與凡人不同；也可能只是平凡的普通人，在完成一連串的偉業後被後世歌頌成勇者；或是由於世界遭受毀滅性的危機，被精靈及神祇或者召喚儀式選中成為勇者，並受其祝福；也有作品的勇者是持有特殊證照的職業，類似教會祝福的騎士團，例如《密斯瑪路卡興國物語》。勇者的身分也可能不那麼正面，有些作品的勇者是受到詛咒、在非本人意願的狀況下被捲入各種麻煩。或是過去曾遭到無法承受的打擊而崩潰，性格演變成為達目的不擇手段。這類勇者通常被視為黑暗英雄，代表作為《極道君漫遊記》、《魔域英雄傳說》。不論如何，當一個角色成為勇者之後，通常無法繼續維持原本的生活。不管勇者的意願與否，都必須和威脅世界和平的敵人戰鬥。有些勇者成為傳奇英雄，或是犧牲性命，也有勇者對想因私慾而來打交情的各路人馬、招搖撞騙的冒牌貨等事物感到厭煩，而選擇隱居這類設定。
作者將勇者安排為故事中的主角。設定勇者不顧私人利益，在冒險中與同伴相遇、一路克服困難並成長。得到傳說中的裝備後，打倒魔王並拯救世界是常見的劇情。但是為了創新、提升角色設計及劇情設計的自由，避免作品被人認為老套，也有作品的設定與前述不同。例如《勇者斗恶龙V 天空的新娘》中的主角並非勇者，而是勇者的父親。另外也有故事為了諷刺英雄，也可能設計勇者被魔王收買，或是魔王才是勇者，被認為是勇者的人只是一般人之類「反傳統」的劇情。在一些日本動畫或輕小說中，勇者與魔王攜手合作，甚至成為情侶，也是常見的故事設定，例如《魔王勇者》、《打工吧！魔王大人》。
嚴格而言，帶著眾人的希望出發、以克服挑戰消滅敵人為目標的「勇者」(Champion)與真正完成目標打倒敵人、建功立業被歌頌的「英雄」(Hero)是有分別的。但是很多的作品中，「勇者」因為最後都註定能成功(比如說勇者鬥惡龍系列作品中預言中的勇者)，因此從出發時就被人敬為獨一無二的「英雄」，在這種情況下「勇者」和「英雄」的界線即被模糊。但是像葬送的芙莉蓮、盾之勇者成名錄之類的作品即設定：出發的「勇者」有無數、但最後成功成為「英雄」的只有一組的情況。